# Королівка (гміна)
Гміна Королівка (пол. Gmina Korolówka) — колишня сільська гміна, яка входила до Борщівського повіту Тернопільського воєводства II Речі Посполитої. Адміністративним центром гміни було село Королівка.
Гміна утворена 1 серпня 1934 року на підставі нового закону про самоуправління (23 березня 1933 року). Гміну створено на основі попередніх гмін: Юр'ямпіль, Королівка, Пищатинці, Сков'ятин, Стрілківці, Висічка.
Площа гміни — 78,03 км²
Кількість житлових будинків — 1819
Кількість мешканців — 8410
У 1939 році з приходом радянської влади, була скасована.